# DSpace
DSpaceは、BSDライセンスで提供されているオープンソースのソフトウェアで、デジタル資産を管理するツールである。一般的に、学術機関リポジトリを構築するために使用される。
マサチューセッツ工科大学とヒューレット・パッカードにより共同開発され、現在SourceForge.netで開発・公開されている。

## 技術
JavaおよびJSPで書かれており、Java Servletを使用している。データベースは、PostgreSQLおよびOracleをサポートしている。ウェブブラウザ上で使用できるほか、OAI-PMH2をサポートしている。